# Alexander von Brill
Alexander Wilhelm von Brill (Darmstadt, 20 de setembro de 1842 — Tübingen, 8 de junho de 1935) foi um matemático alemão.
Frequentou a Universidade de Giessen, onde obteve um doutorado sob a supervisão de Alfred Clebsch. Foi professor da Universidade de Tübingen, onde dentre outros estava o aluno Max Planck.

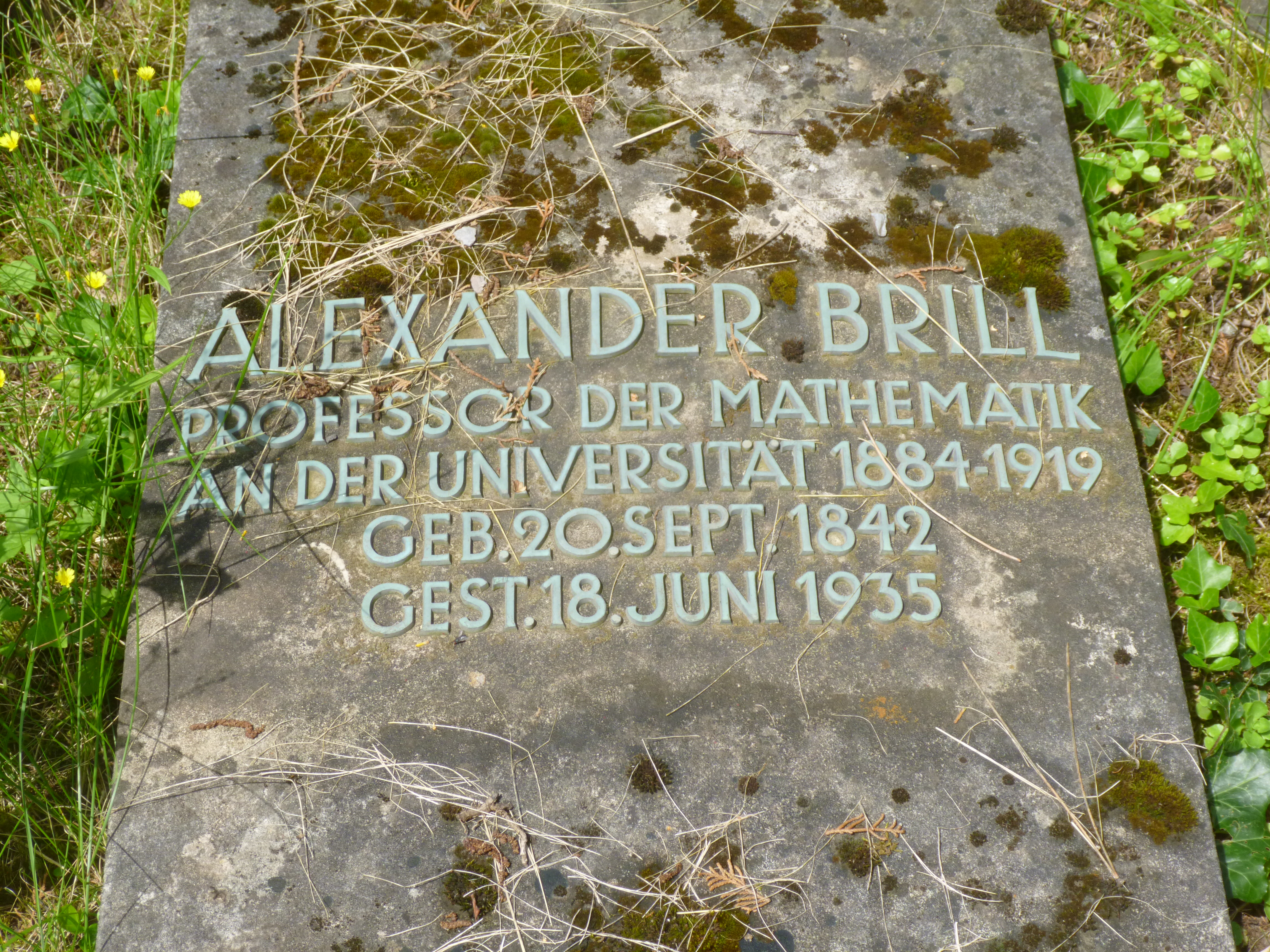
Cemitério Municipal de Tübingen

## Obras
- Vorlesungen über ebene algebraische Kurven und Funktionen. 1925.
- Vorlesungen über allgemeine Mechanik. 1928.
- Vorlesungen zur Einführung in die Mechanik raumerfüllender Massen. 1909.
- Graphische Darstellungen aus der reinen und angewandten Mathematik. 1894.
- Mit Noether: Über algebraische Funktionen und ihre Anwendung in der Geometrie. Mitt. Göttinger Akad.1873, und ihr gleichnamiger Artikel in den Mathematischen Annalen Bd. 7, 1874, Online
- Mit Noether: Die Entwicklung der Theorie der algebraischen Funktionen in älterer und neuerer Zeit. Jahresbericht DMV 1894.
- Das Relativitätsprinzip. Teubner 1912.
- Über Kepler's Astronomia nova. Stuttgart 1930.